# Miss Brasil 2022
Miss Brasil 2022 (oficialmente Miss Universo Brasil 2022) fue la 67.ª edición de Miss Brasil y la segunda bajo la nueva dirección de Miss Universo Brasil. Se llevó a cabo el 19 de julio de 2022. Teresa Santos de Ceará coronó a Mia Mamede de Espírito Santo como su sucesora al final del evento. Esta es la primera vez que Espírito Santo obtiene el título. Mamede representó a Brasil en Miss Universo 2022, pero no clasificó al Top 16 de semifinalistas.

## Resultados
| Posiciones        | Candidata |
| ----------------- | --- |
| Miss Brasil 2022  | - Espírito Santo - Mia Mamede |
| Primera finalista | - Amazonas - Rebeca Portilho |
| Segunda finalista | - Minas Gerais - Isadora Murta |
| Tercera finalista | - Ceará - Luana Lobo |
| Cuarta finalista  | - Río Grande del Sur - Alina Furtado |
| Top 10            | - Bahía - Amanda Malaquias - Maranhão - Natália Seipel - Mato Grosso - Eduarda Zanella - Paraná - Shaienne Borges - Río de Janeiro - Esthéfane Souza         |
| Top 16            | - Pará - Beatriz Ornela - Paraíba - Joyce Freitas - Piauí - Jéssyca Castro - Roraima - Kalyana Machado - São Paulo - Adrielle Pieve - Sergipe - Ingrid Prata |

## Candidatas
26 candidatas fueron seleccionadas para competir.
| Estado               | Candidata            | Edad | Residencia           | Posición          |
| -------------------- | -------------------- | ---- | -------------------- | ----------------- |
| Acre                 | Juliana Melo         | 26   | Cruzeiro do Sul      |                   |
| Amapá                | Lycia Ribeiro        | 24   | Macapá               |                   |
| Amazonas             | Rebeca Portilho      | 23   | Manaus               | Primera finalista |
| Bahía                | Amanda Malaquias     | 26   | Ibipeba              | Top 10            |
| Ceará                | Luana Lobo           | 27   | Fortaleza            | Tercera finalista |
| Distrito Federal     | Nina Assis           | 25   | Taguatinga           |                   |
| Espírito Santo       | Mia Mamede           | 26   | Vitória              | Miss Brasil 2022  |
| Goiás                | Camille Gomide       | 25   | Anápolis             |                   |
| Maranhão             | Natália Seipel       | 24   | São José de Ribamar  | Top 10            |
| Mato Grosso          | Eduarda Zanella      | 20   | Tangará da Serra     | Top 10            |
| Mato Grosso del Sur  | Giovanna Grigolli    | 25   | Três Lagoas          |                   |
| Minas Gerais         | Isadora Murta        | 24   | Contagem             | Segunda finalista |
| Pará                 | Beatriz Ornela       | 21   | Belém                | Top 16            |
| Paraíba              | Joyce Freitas        | 19   | Solânea              | Top 16            |
| Paraná               | Shaienne Borges      | 26   | São José dos Pinhais | Top 10            |
| Pernambuco           | Ana Luiza Gonçalves  | 27   | Petrolina            |                   |
| Piauí                | Jéssyca Castro       | 23   | Teresina             | Top 16            |
| Río de Janeiro       | Esthéfane Souza      | 26   | Volta Redonda        | Top 10            |
| Río Grande del Norte | Maria Eduarda Morais | 25   | Natal                |                   |
| Río Grande del Sur   | Alina Furtado        | 27   | Piratini             | Cuarta finalista  |
| Rondonia             | Kamila Coelho        | 22   | Vilhena              |                   |
| Roraima              | Kalyana Machado      | 23   | Caracaraí            | Top 16            |
| Santa Catarina       | Fernanda Souza       | 26   | Joinville            |                   |
| São Paulo            | Adrielle Pieve       | 26   | Três Pontas          | Top 16            |
| Sergipe              | Ingrid Prata         | 20   | Salgado              | Top 16            |
| Tocantins            | Phatricia Araújo     | 22   | Palmas               |                   |

## Jurado
- Gustavo Aquino - cirujano plástico[14]
- Renata Kuerten - modelo y presentadora de televisión[14]
- João Antônio - especialista en pérdida de peso[14]
- Gabriela Mansur - exfiscal y especialista en derechos de la mujer[14]
- Fábio Luís de Paula - columnista de Folha de S. Paulo[14]
- Ariana Lima - fotógrafa[14]
- Leonardo Gaspar - psicólogo[14]
- Fábio Arruda - exparticipante de programas de telerrealidad, consultor de etiqueta y comportamiento[14]